# Impacto medioambiental del riego

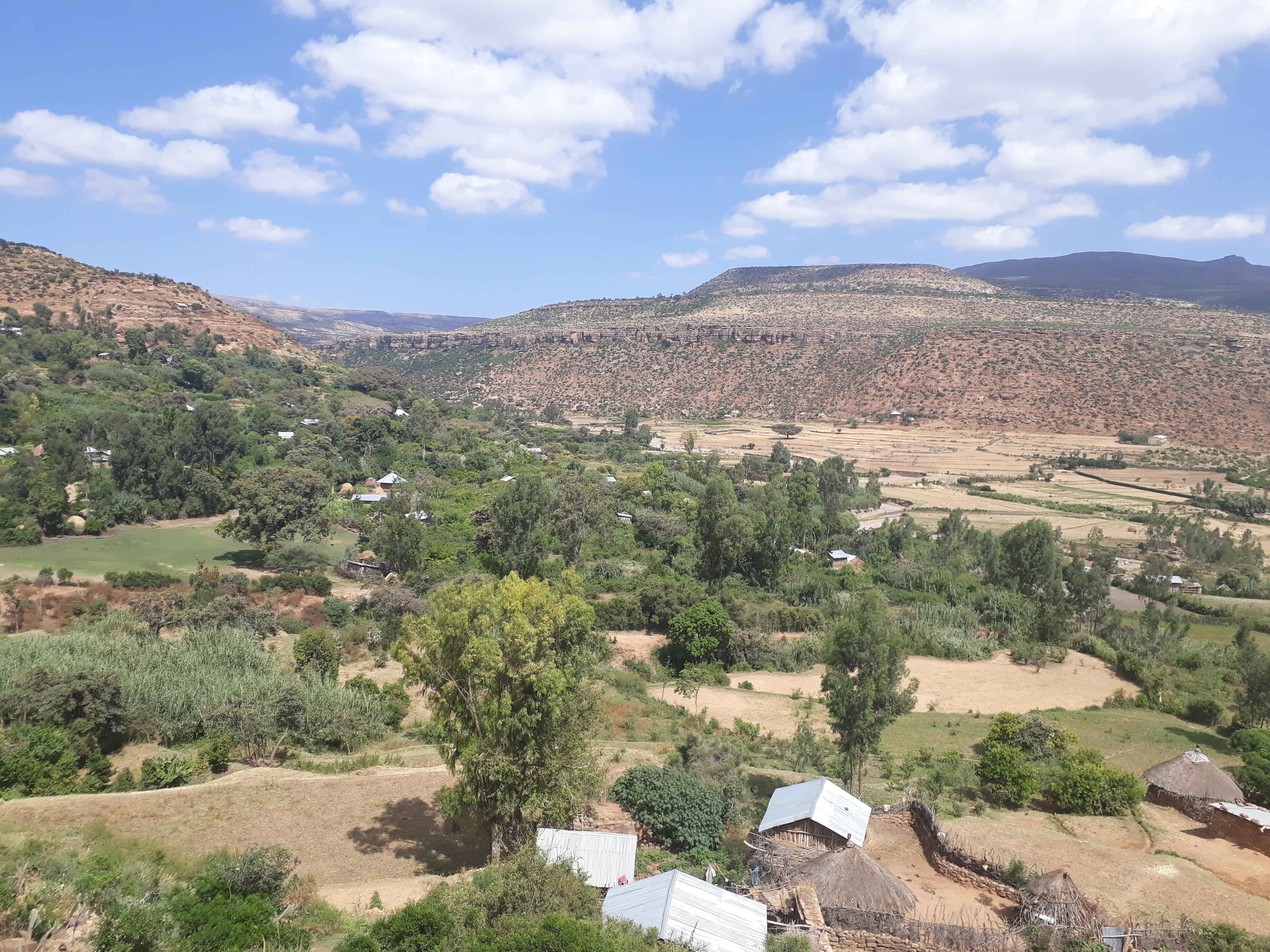
El primer efecto ambiental es el aumento de la cosecha, como en los jardines de Rubaksa en Etiopía

El impacto medioambiental del riego son los cambios en la cantidad y calidad del suelo y el agua como resultado del riego y los efectos subsiguientes sobre las condiciones naturales y sociales en las cuencas fluviales y aguas abajo de un regadío (terreno de cultivo que es regado). Los efectos se derivan de las alteraciones hidrológicas provocadas por la instalación y operación del sistema de riego.
Entre algunos de estos problemas está el agotamiento de los acuíferos subterráneos debido a la sobreexplotación. El suelo se puede regar en exceso debido a una mala uniformidad en la distribución o a que la gestión desperdicia agua y productos químicos, y puede contaminar el agua. El riego excesivo puede ocasionar que suba el nivel freático del terreno irrigado y problemas de salinidad del suelo que requieren alguna forma de drenaje. Como se comprenderá, esto es antieconómicoː regar de más, y gastar recursos escasos como son el agua y la energía de bombeo, para luego tener que gastar todavía más energía en drenar el exceso de agua, resulta absurdo. Es mucho más eficiente regar lo justo, de modo que no se acumule agua.
Sin embargo, si el suelo está insuficientemente irrigado, se produce un control deficiente de la salinidad del suelo, lo que conduce a un aumento de esta salinidad por la acumulación de sales tóxicas en la superficie del suelo en áreas con alta evaporación. Esto requiere lixiviación (lavado) para eliminar estas sales y un método de drenaje para eliminar el lixiviado (el líquido con el que expresamente se han lavado estas sales, y que las lleva en disolución). El riego con agua salina o con alto contenido de sodio puede dañar la estructura original del suelo y dar lugar a la formación de suelo alcalino.

## Efectos directos
Un sistema de riego extrae agua de acuíferos, ríos, lagos o flujos terrestres y la distribuye en un área determinada. Los efectos hidrológicos, o directos, de hacer esto incluyen la reducción del caudal del río aguas abajo, el aumento de la evaporación en el área irrigada y el aumento del  nivel freático a medida que aumenta la recarga de agua subterránea por la infiltración en el terreno de las pérdidas del riego. Asimismo, el riego tiene efectos inmediatos sobre el suministro de humedad a la atmósfera, induciendo inestabilidades atmosféricas y aumentando las precipitaciones en las zonas donde el viento lleva la humedad de la zona irrigada, o, en otros casos, modifica la circulación atmosférica.
Los aumentos o disminuciones en el riego son un área clave de preocupación en los estudios de cuencas de precipitación, que examinan cómo modificaciones significativas en la entrega de evaporación a la atmósfera pueden alterar las precipitaciones.

## Efectos indirectos
Los efectos indirectos son aquellos que tienen consecuencias que tardan más en desarrollarse y también pueden ser más duraderas. Entre ellos pueden citarse:
- anegamiento (en un campo anegado el suelo está saturado de agua, lo que perjudica a todas las cosechas, excepto el arroz; es diferente de un campo inundado —en el que no se ve tierra, solamente agua— y del riego por inundación)
- salinidad del suelo
- daño ecológico
- impactos socioeconómicos

Los efectos indirectos del anegamiento y la salinización del suelo se producen sobre la tierra que se riega. Las consecuencias ecológicas y socioeconómicas tardan más en producirse, pero pueden ser de mayor alcance.
Algunos sistemas de riego utilizan pozos para el riego. Como resultado, el nivel freático en la zona disminuye. Esto puede causar desecación de manantiales, subsidencia por sobreexplotación de acuíferos (hundimientos del terreno) y, si el acuífero del que se extrae el agua está cerca de la costa, intrusión de agua salada en él, de modo que se vuelve inútil para el riego.
Debe aclararse lo siguienteː en unos casos el riego de una zona puede ocasionar la bajada del nivel freático en esa zona y, en otros casos, la subida. ¿Por qué? En los primeros casos el agua se extrae del subsuelo de la propia zona. Supongamos un terreno donde el nivel freático está inicialmente a 10 metros (m) de profundidad, y hay un acuífero. Se extrae agua de ese acuífero para regar el terreno, y eso hace que el nivel freático baje a 15 m, con lo que, por los alrededores, dejan de fluir manantiales, se secan humedales, etc. Pero supongamos que lo que se hace es traer agua, mediante tubería, de un lago que está monte arriba, a 15 kilómetros. Entonces el agua de riego se infiltra en parte y hace subir el nivel freático, por ejemplo a 5 m, con posibles problemas de inundaciones en zonas bajas, humedades en sótanos de edificios, etc.
La superficie de regadío en todo el mundo ocupa alrededor del 16 % del área agrícola total, y su rendimiento es aproximadamente el 40 % del rendimiento total. Es decir, las tierras de regadío producen 2,5 veces más que las de secano.

## Impactos adversos

### Reducción del caudal de los ríos
Esta reducción puede provocar aguas abajo:
- Disminución de inundaciones.
- Desaparición de humedales o bosques inundables de importancia ecológica y económica.[7]
- Menor disponibilidad de agua industrial, municipal, doméstica y potable.
- Impedimentos para el tráfico fluvial. Por ejemplo, la extracción de agua representa una grave amenaza para el Ganges. Las presas controlan todos los afluentes del Ganges y desvían aproximadamente el 60 % del caudal hacia el riego.[7]
- Menor pesca. El río Indo en Pakistán enfrenta escasez debido a la extracción excesiva de agua para la agricultura. Este río está habitado por 25 especies de anfibios y 147 especies de peces, de las cuales 22 no se encuentran en ningún otro lugar del mundo. Alberga al delfín del río Indo, en peligro de extinción, uno de los mamíferos más raros del mundo. Las poblaciones de peces, la principal fuente de proteínas y los sistemas generales de soporte vital para muchas comunidades, también están amenazados[7]
- Reducción de la descarga de agua al mar, lo que puede tener diversas consecuencias, como erosión costera (por ejemplo, en Ghana[8]) y la intrusión de agua salada en deltas y estuarios (por ejemplo, en Egipto, ver presa de Asuán). La extracción actual de agua del río Nilo para riego es tan elevada que, a pesar de su tamaño, en los períodos secos el río no llega al mar.[7] El mar de Aral ha sufrido una catástrofe medioambiental debido a la toma del agua de los ríos Amu-Daria y Sir Daria para riego.[9]

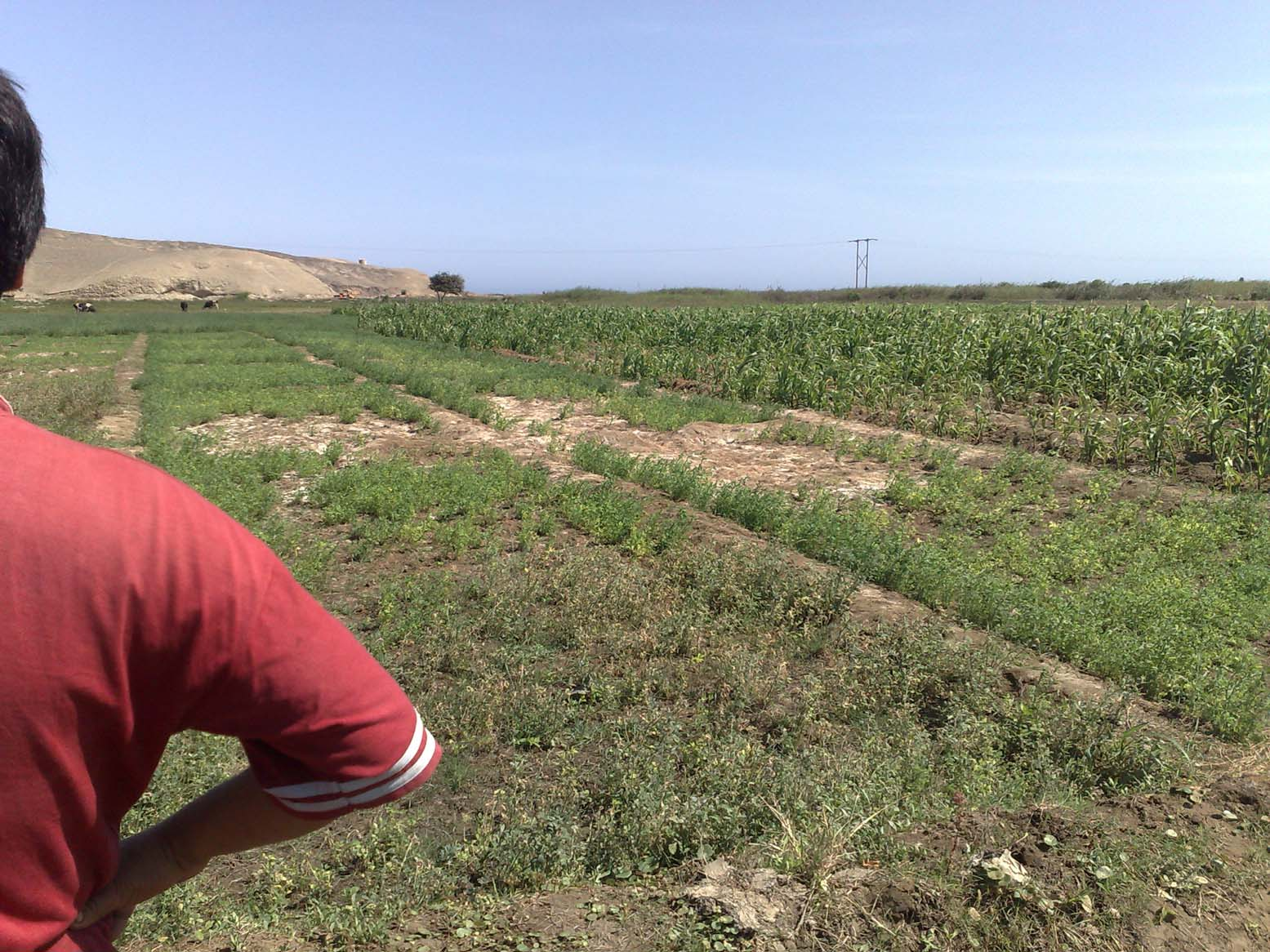
Mirando por encima del hombro de un agricultor peruano en el delta de Huarmey, se observan tierras de regadío inundadas y salinizadas que dan malas cosechas.
Esto ilustra el impacto ambiental de los desarrollos de riego aguas arriba que causan un mayor flujo de agua subterránea a esta área más baja, lo que genera condiciones adversas.

### Aumento de la recarga de aguas subterráneas, anegamiento y salinidad del suelo
El aumento de la recarga de aguas subterráneas se debe a las inevitables pérdidas por percolación que se producen en los sistemas de riego. Cuanto menor sea la eficiencia del riego, mayores serán las pérdidas. Aunque pueden producirse eficiencias de riego bastante altas, del 70 % o más (es decir, pérdidas del 30 % o menos) con técnicas sofisticadas como riego por aspersión o riego por goteo, o mediante un riego superficial bien gestionado, en la práctica las pérdidas suelen situarse entre el 40 y el 60 %. Esto puede causar los siguientes efectos:
- Subida de los niveles freáticos.
- Mayor almacenamiento de agua subterránea, que puede usarse para riego, agua municipal, doméstica o potable.
- Problemas de anegamiento y erosión en aldeas, tierras agrícolas y a lo largo de carreteras, con consecuencias en su mayoría negativas. El aumento del nivel freático puede provocar una reducción de la producción agrícola.
- Niveles freáticos poco profundos, una señal de que el acuífero no puede absorber y distribuir el exceso de agua de riego que se infiltra en el terreno.
- Donde los niveles freáticos son poco profundos, las aplicaciones de riego se reducen. Como resultado, el suelo ya no se lixivia y se desarrollan problemas de salinidad.
- Se sabe que las capas freáticas estancadas en la superficie del suelo aumentan la incidencia de enfermedades transmitidas por el agua como malaria, filariasis, fiebre amarilla, dengue y esquistosomiasis (Bilharzia) en muchas áreas.[10] Los costos de salud, las evaluaciones de los impactos en la salud y las medidas de mitigación rara vez forman parte de los proyectos de riego, si es que lo hacen.
- Para mitigar los efectos adversos de los niveles freáticos poco profundos y la salinización del suelo, se necesita alguna forma de drenaje.
- A medida que el exceso de agua de riego se infiltra en el terreno, puede disolver nutrientes (ya sean procedentes de los abonos agrícolas o de origen natural), como nitratos, lo que lleva a una acumulación de esos nutrientes en el acuífero subyacente (del que pueden tomar agua otros usuarios). Los niveles elevados de nitratos en el agua potable pueden ser perjudiciales para los seres humanos, especialmente para los bebés menores de 6 meses, en los que puede ocasionar el "síndrome del bebé azul" (ver Metahemoglobinemia).

Dentro de un largo período de agotamiento de las aguas subterráneas en el Valle Central de California, los períodos cortos de recuperación han sido impulsados principalmente por fenómenos climáticos extremos que generalmente causaban inundaciones y tenían consecuencias sociales, ambientales y económicas negativas.

### Reducción de la calidad de aguas superficiales y subterráneas
Debido a que del área irrigada salen aguas superficiales y subterráneas que pueden estar salinizadas y contaminadas con sustancias químicas de uso agrícola, como biocidas o fertilizantes, la calidad del río aguas abajo puede deteriorarse, lo que la hace menos apta para usos industriales, municipales y domésticos. Puede conducir a una merma de la salud pública. El agua de río contaminada que llega al mar puede afectar negativamente a la ecología a lo largo de la costa (ver presa de Asuán).
La contribución natural de los sedimentos de los ríos a la dinámica costera puede eliminarse si esos sedimentos son detenidos detrás de las presas que desvían las aguas superficiales para el riego. La sedimentación es una parte esencial del ecosistema, que requiere el flujo natural del caudal del río. Este ciclo natural de dispersión de sedimentos repone los nutrientes del suelo, lo que, a su vez, determinará el sustento de las plantas y animales que dependen de los sedimentos transportados río abajo. 
Los beneficios de los grandes depósitos de sedimentación se pueden observar en grandes ríos como el Nilo. El sedimento del delta se ha acumulado hasta formar un acuífero gigante durante la temporada de inundaciones y retiene agua en los humedales. Los humedales que se crean y mantienen debido a la acumulación de sedimentos en la cuenca del río son hábitat de numerosas especies de aves.
Sin embargo, la sedimentación intensa puede reducir la calidad del agua de los ríos río abajo y exacerbar las inundaciones río arriba. Se sabe que esto sucedió en el embalse de Sanmenxia en China. El embalse de Sanmenxia es parte de un proyecto más grande de represas hidroeléctricas llamado Presa de las Tres Gargantas. En 1998, cálculos inciertos y gran cantidad de sedimentos afectaron en gran medida la capacidad del embalse para controlar  inundaciones.
La calidad del agua subterránea aguas abajo puede deteriorarse de manera similar y tener consecuencias parecidas.
El cambio hacia instalaciones de riego masivo para satisfacer demandas socioeconómicas va en contra del equilibrio de la naturaleza y del empleo pragmático del agua, que implica usarla donde se encuentra.

### Usuarios afectados aguas abajo
Los usuarios aguas abajo a menudo no tienen derechos legales sobre el agua y los regadíos pueden causarles graves perjuicios.

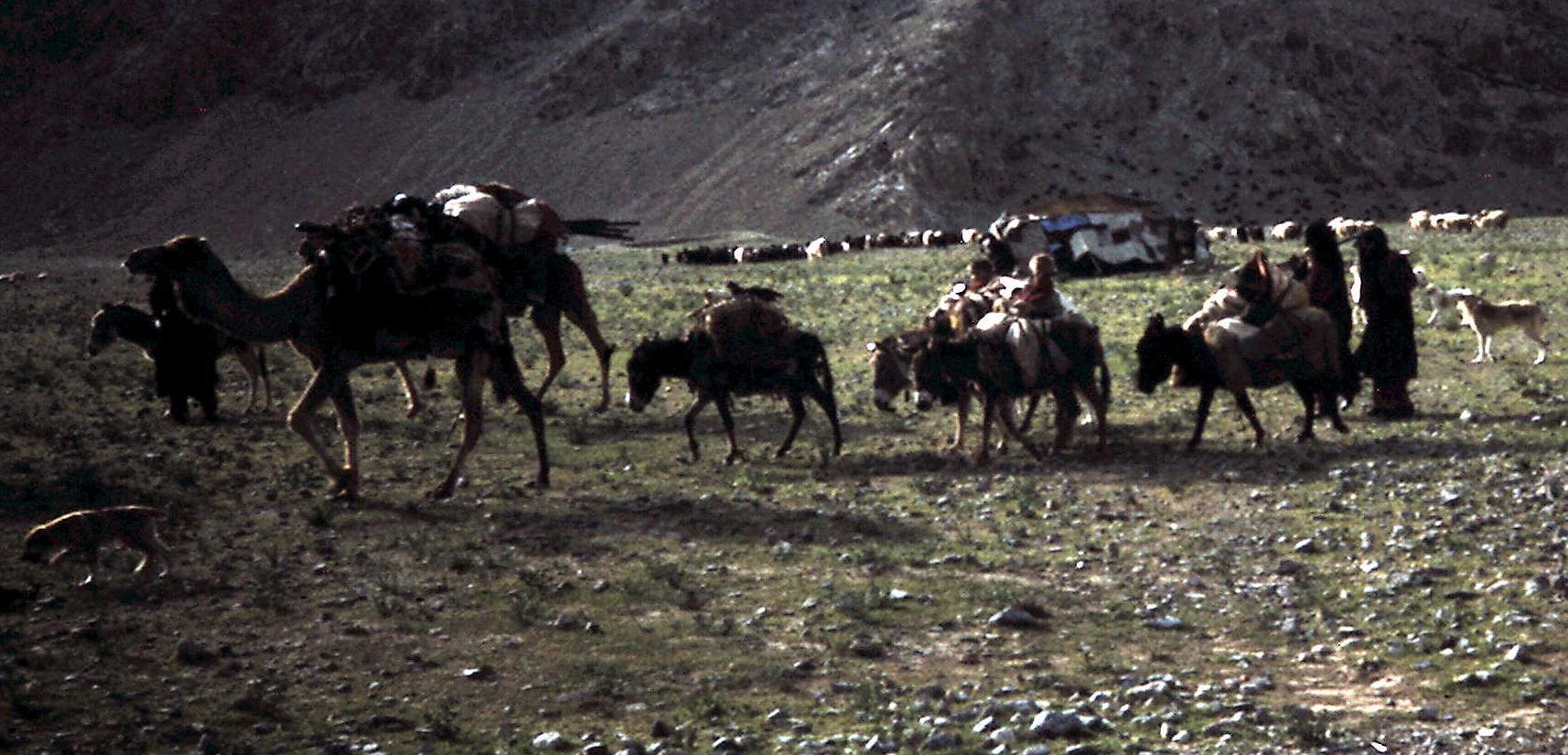
El agua se vuelve escasa para los pastores nómadas en Baluchistán debido a los nuevos regadíos

Los pastores y las tribus nómadas pueden encontrar sus tierras y recursos hídricos bloqueados por nuevos desarrollos de irrigación sin tener recursos legales para oponerse.
Los cultivos que dependen de inundaciones estacionales pueden verse gravemente afectados por la toma de agua  río arriba con fines de riego, ya que puede hacer desaparecer estas inundaciones o disminuirlas mucho.
- En Baluchistán (Pakistán), el desarrollo de nuevos proyectos de riego a pequeña escala agotó los recursos hídricos de las tribus nómadas que viajaban anualmente entre Baluchistán y Guyarat o Rayastán, India[16]
- Después del cierre de la presa de Kainji, Nigeria, se perdió entre el 50 y el 70 por ciento del área de cultivo aguas abajo debido a las menores inundaciones[17]

### Oportunidades perdidas para utilizar la tierra

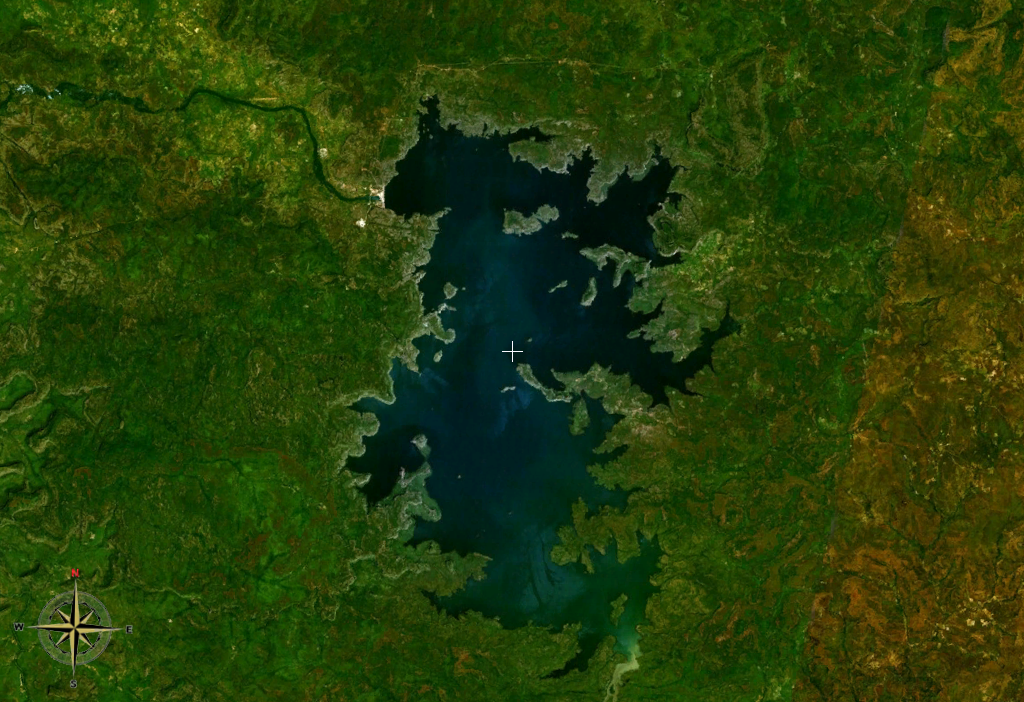
El lago Manantali, de 477 km^{2}, desplazó a 12 000 personas

Los regadíos pueden reducir las oportunidades de pesca fluvial de la población original y las oportunidades de pastoreo para el ganado. La presión ganadera sobre las tierras restantes puede aumentar considerablemente, porque las tribus pastoriles tradicionales que se han quedado sin agua buscarán su subsistencia en otros lugares.  El pastoreo excesivo puede aumentar, seguido de una grave erosión del suelo y la pérdida de recursos naturales. El embalse de Manatali, formado por la presa de Manantali en Malí, se interseca con las rutas migratorias de pastores nómadas y destruyó 43.000 hectáreas de sabana, lo que probablemente provocó sobrepastoreo y erosión en otros lugares. Además, el embalse destruyó 120 km2 de bosque. El agotamiento de los acuíferos subterráneos, provocado por la supresión del ciclo de inundaciones estacionales, está dañando los bosques aguas abajo de la presa.

### Extracción de aguas subterráneas con pozos y hundimientos del terreno
Cuando se extrae de los pozos más agua subterránea de la que repone la lluvia sobre la zona, se está explotando el acuífero de forma insostenible. A medida que el nivel freático baja, se vuelve más difícil extraer agua y las bombas tendrán dificultades para mantener el caudal de diseño y pueden consumir más energía por unidad de agua. Con el tiempo, puede resultar tan difícil extraer agua subterránea que los agricultores se vean obligados a abandonar la agricultura de regadío. Algunos ejemplos notables incluyen:
- Los cientos de pozos entubados instalados en el estado de Uttar Pradesh, India, con financiación del Banco Mundial, tienen períodos de funcionamiento de 1,4 a 4,7 horas/día, cuando fueron diseñados para funcionar 16 horas/día[21]
- En Baluchistán (Pakistán), el desarrollo de proyectos de riego con pozos entubados se realizó a expensas de los usuarios tradicionales de qanat o karez[16]
- El hundimiento del terreno (subsidencia) relacionado con el agua subterránea[22] debido a la extracción de agua subterránea ocurrió en los Estados Unidos a una tasa de 1 m por cada 13 m que se redujo el nivel freático.[23]
- Las casas en Greens Bayou cerca de Houston, Texas, donde se han producido hundimientos del terreno de 5 a 7 pies (de 1,5 a 3,5 metros), se inundaron durante una tormenta en junio de 1989, como se muestra en la imagen[24]

### Casos concretos de impactos adversos
1. En la India, se ha informado que 2,19 millones de hectáreas de tierra sufren anegamientos en los canales de riego. Además, se informó que 3,47 millones de hectáreas estaban gravemente afectadas por la sal.[25][26]
2. En las llanuras del Indo, en Pakistán, más de 2 millones de hectáreas de tierra están inundadas.[27] Se examinó el suelo de 13,6 millones de hectáreas dentro del Área de Mando Bruto, lo que reveló que 3,1 millones de hectáreas (23 %) se habían salinizado. El 23 % de ellas se encontraba en Sind y el 13 % en Punjab.[27] Se han dotado de pozos entubados y drenajes a más de 3 millones de hectáreas de tierras inundadas, con un coste de miles de millones de rupias, pero los objetivos de recuperación sólo se lograron parcialmente.[28] El Banco Asiático de Desarrollo (BAsD) afirma que el 38 % de la superficie irrigada está ahora inundada y el 14 % de la superficie es demasiado salina para su uso.[29]
3. En el delta del Nilo en Egipto, se están instalando drenajes en millones de hectáreas para combatir el anegamiento resultante de la introducción de riego perenne masivo tras la finalización de la presa alta de presa de Asuán.[30]
4. En México, el 15 % de los 3 millones de hectáreas de tierra irrigable están salinizados y el 10 % están anegados.[31]
5. En Perú alrededor de 0,3 millones de hectáreas de los 1,05 millones de hectáreas de tierra irrigable sufren degradación (ver Riego en el Perú).
6. Las estimaciones indican que aproximadamente un tercio de la tierra irrigada en los principales países irrigados ya está gravemente afectada por la salinidad o se espera que lo esté en un futuro próximo. Las estimaciones actuales para Israel son el 13 % de la tierra irrigada; Australia, el 20 %; China, el 15 %, Irak el 50 % y Egipto el 30 %. La salinidad inducida por el riego ocurre tanto en sistemas de riego grandes como pequeños[32]
7. La FAO ha estimado que para 1990 alrededor de 52 millones de hectáreas de tierra irrigada necesitarán tener instalados sistemas de drenaje mejorados, gran parte de ellos subterráneos, para controlar la salinidad.[33]

## Impactos ambientales retardados
A menudo lleva tiempo predecir con precisión el impacto que tendrán los nuevos regadíos en la ecología y la socioeconomía de una región. Para cuando estas predicciones estén disponibles, es posible que ya se haya invertido una cantidad considerable de tiempo y recursos en la construcción de esos regadíos. Cuando ese es el caso, quienes los construyen a menudo sólo harán cambios para reducir el impacto si fuera considerablemente mayor de lo que habían esperado originalmente.

## Simulación y predicción
Los efectos del riego sobre el nivel freático, la salinidad del suelo, la salinidad del drenaje y las aguas subterráneas, y los efectos de las medidas de mitigación, se pueden simular y predecir utilizando modelos de agrohidrosalinidad como SaltMod y SahysMod

## Mitigación de efectos adversos
El riego puede tener una variedad de impactos ecológicos y socioeconómicos negativos que pueden mitigarse de varias manerasː 
- Ubicar el regadío en un lugar que minimice los impactos negativos.[36]
- En vez de construir nuevos regadíos, se puede mejorar la eficiencia de los existentes y restaurar las tierras de cultivo que se hayan degradado.[36]
- Desarrollar sistemas de riego de pequeña escala y de propiedad individual como alternativa a los sistemas de gran escala de propiedad y gestión pública.[36]
- Uso de sistemas de riego por aspersión y microriego disminuye el riesgo de anegamiento y erosión.[36]
- Cuando sea posible, el uso de aguas residuales tratadas hace que haya más agua disponible para otros usuarios[36]
- Mantener los caudales de inundación aguas abajo de las represas puede garantizar que se inunde un área adecuada cada año, apoyando, entre otros objetivos, las actividades pesqueras.[36]
- Riego automático, por la noche (así se reduce la evaporación) y solamente cuando lo requiera la humedad del terreno y el punto de desarrollo del cultivo, y donde la planta lo necesita (normalmente en las raíces).[37]

Como se ve, lo que tiene impactos negativos no es el riego en sí, sino el riego excesivo. Regar de forma sostenible (sin sobreexplotar los acuíferos) y adecuada (sin anegar los campos ni propiciar la salinización) apenas causa impactos negativos, y sí muy positivos (aumento de las cosechas, de los alimentos y de los ingresos agrícolas). Eso sí, inicialmente resulta más caro (pero esto se compensa luego por los mayores rendimientos y menores costes de operación y reparación de daños) y requiere formación de los campesinos e instituciones que hagan cumplir estrictamente la normativa.

### Estudio de caso en Malawi
Con frecuencia los planes de riego se consideran extremadamente necesarios para el bienestar socioeconómico, especialmente en los países en desarrollo. Un ejemplo de esto puede demostrarse con una propuesta para un plan de riego en Malaui. Aquí se demostró que los posibles efectos positivos del proyecto «superaban los posibles impactos negativos». Se afirmó que los impactos serían en su mayoría «localizados, mínimos, de corto plazo y ocurrirían durante las fases de construcción y operación». Para ayudar a aliviar y prevenir impactos ambientales importantes, se utilizarían técnicas que minimizarían los posibles impactos negativos. En cuanto al bienestar socioeconómico de la región, no habría ningún «desplazamiento o reasentamiento previsto durante la implementación de las actividades del proyecto». Los objetivos principales originales del proyecto de riego eran reducir la pobreza, mejorar la seguridad alimentaria, crear empleo local, aumentar los ingresos de los hogares y mejorar la sostenibilidad del uso de la tierra.
Gracias a esta cuidadosa planificación, este proyecto logró mejorar las condiciones socioeconómicas de la región y garantizar un uso sostenible de la tierra y el agua.

## Para saber más
- TC Dougherty y AW Hall, 1995. Evaluación de impacto ambiental de proyectos de riego y drenaje. Documento de la FAO sobre riego y drenaje 53.ISBN 92-5-103731-0 . En línea: http://www.fao.org/docrep/v8350e/v8350e00.htm
- RE Tillman, 1981. Directrices medioambientales para el riego. Jardín Botánico de Nueva York Cary Arboretum.
- Un estudio comparativo del reasentamiento inducido por represas en 50 casos por Thayer Scudder y John Gray